# Idée (fils de Darès)
Pour les articles homonymes, voir Idée (homonymie).
Idée,, (en grec ancien : Ἰδαῖος ; en latin : Idæus) est, avec son frère Phégée, un fils de Darès le Phrygien, personnage mythologique troyen apparaissant à la fois chez Homère et chez Virgile. D’après l’Iliade, le dieu Héphaïstos sauva Idée au cours d’un combat opposant les deux frères à Diomède. Phégée fut néanmoins tué dans ce combat.